# دبستان دو شهید
دبستان دو شهید مربوط به دوره پهلوی اول است و در بمپور، خیابان امام خمینی شرقی واقع شده و این اثر در تاریخ ۷ مهر ۱۳۸۱ با شمارهٔ ثبت ۶۱۰۴ به‌عنوان یکی از آثار ملی ایران به ثبت رسیده‌است.